# Ostrov nad Oslavou
Ostrov nad Oslavou (Duits: Ostrau) is een Moravische vlek (městys) in de Tsjechische regio Vysočina en maakt deel uit van het district Žďár nad Sázavou. Ostrov nad Oslavou telt 892 inwoners (2006).

## Geschiedenis
- 1356 – De eerste schriftelijke vermelding van Ostrov nad Oslavou.
- 2006 – De gemeente Ostrov nad Oslavou krijgt (opnieuw) de status vlek.[1]